# Bendung (Kasemen)
Bendung is een bestuurslaag in het regentschap Serang van de provincie Banten, Indonesië. Bendung telt 6410 inwoners (volkstelling 2010).